# Frank Hansen
 Der er flere personer med dette navn, se Frank Hansen (flertydig).
Frank Hansen (født 23. februar 1983) er en dansk fodboldspiller. Han er pt. spillende assistenttræner for Kjellerup IF.

## Karriere
Han skiftede klub til Silkeborg IF i sommeren 2009.

### Landshold
Frank Hansen har spillet 7 kampe på U/16-landsholdet samt 18 kampe på U/17-landsholdet, 18 kampe på U/19-landsholdet, 4 kampe på U/20-landsholdet og 9 kampe på U/21-landsholdet. Han blev desuden udtaget til U/21-EM i foråret 2006.